# 日本とクウェートの関係
日本とクウェートの関係（にほんとクウェートのかんけい、アラビア語: العلاقات الكويتية اليابانية、英語: Japan–Kuwait relations） では、日本とクウェートの関係について概説する。

## 両国の比較
|               | クウェート                   | 日本                           | 両国の差                   |
| ------------- | ---------------------------- | ------------------------------ | -------------------------- |
| 人口          | 420万7083人（2019年）        | 1億2626万人（2019年）          | 日本はクウェートの約30倍   |
| 国土面積      | 1万7818 km²                  | 37万7972 km²                   | 日本はクウェートの約21.2倍 |
| 人口密度      | 232 人/km²（2018年）         | 347 人/km²（2018年）           | 日本はクウェートの約1.5倍  |
| 首都          | クウェートシティ             | 東京都                         |                            |
| 最大都市      | クウェートシティ             | 東京都区部                     |                            |
| 政体          | 立憲君主制                   | （民主制）議院内閣制           |                            |
| 公用語        | アラビア語                   | 日本語（事実上）               |                            |
| 通貨          | クウェート・ディナール       | 日本円                         |                            |
| 国教          | イスラム教                   | なし                           |                            |
| 人間開発指数  | 0.803                        | 0.919                          |                            |
| 民主主義指数  | 3.93                         | 7.99                           |                            |
| GDP（名目）   | 1346億2854万米ドル（2019年） | 5兆819億6954万米ドル（2019年） | 日本はクウェートの約37.7倍 |
| 一人当たりGDP | 32,000.4米ドル（2019年）     | 40246.9米ドル（2019年）        | 日本はクウェートの約1.3倍  |
| 経済成長率    | 0.4%（2019年）               | 0.7%（2019年）                 |                            |
| 軍事費        | 77億978万米ドル（2019年）    | 476億902万米ドル（2019年）     | 日本はクウェートの約6.2倍  |

## 歴史

### 外交史

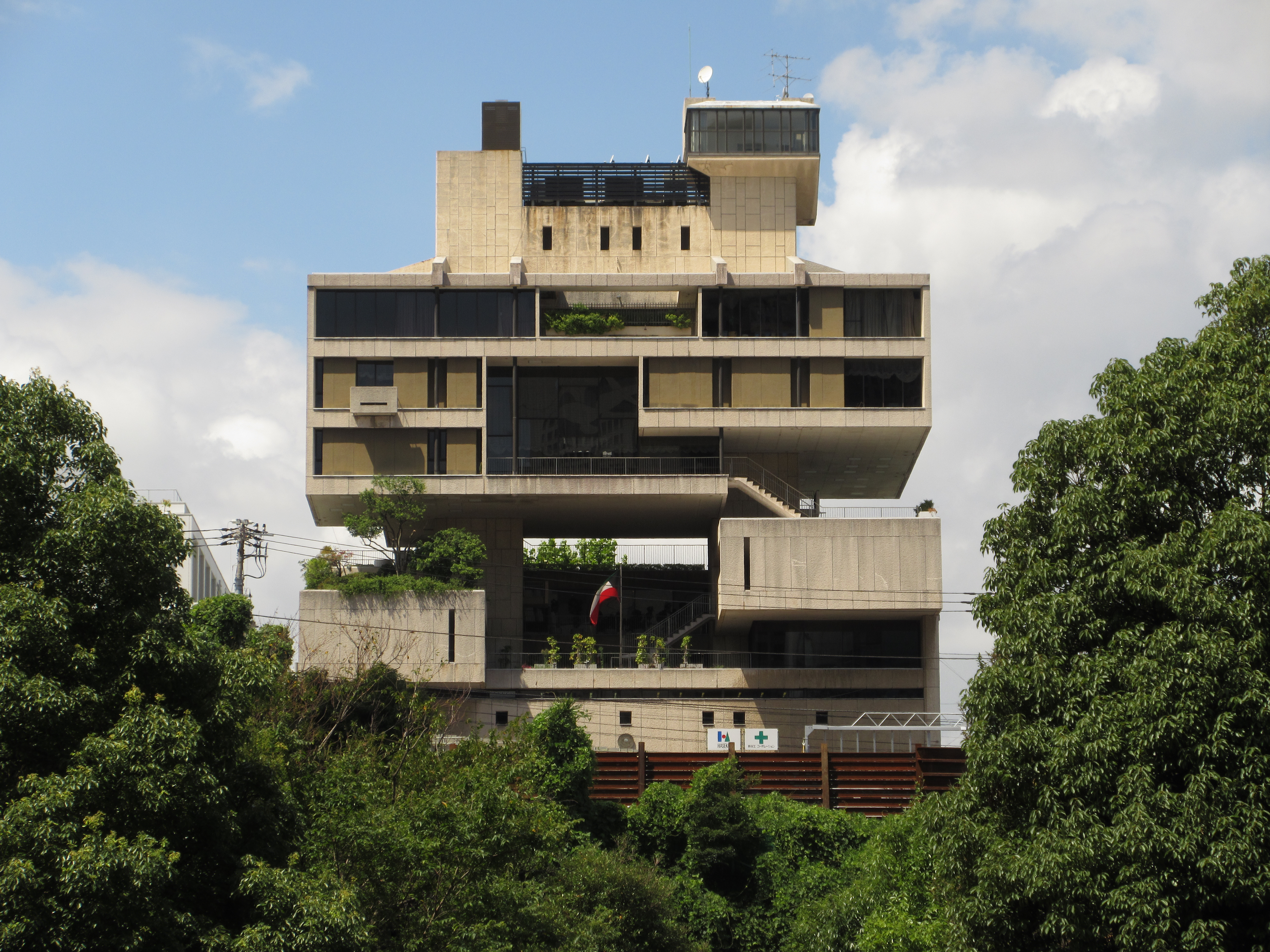
駐日クウェート大使館全景（東京）

1961年6月19日、イギリスから独立すると日本はクウェートを国家承認、外交関係が樹立した。その後クウェートは1962年に東京に駐日クウェート大使館を開設した。翌1963年には日本側も在クウェート日本国大使館を設置。クウェート大使館は、1970年に移転する前は東京都港区南麻布4丁目の集合住宅に入居していた。現在のクウェート大使館は、日本人建築家の丹下健三が設計を手掛けて鹿島建設が施工し、1970年に竣工した建物で、港区三田4丁目に位置する。

### クウェート侵攻・湾岸戦争
1990年8月2日、イラクによるクウェート侵攻が開始。クウェートは傀儡政権である「クウェート共和国」となり、直後にイラク19番目の県としてクウェートを併合した。これにより、日本とクウェート本国の交流は一時的に途絶え、駐日クウェート大使館は日本の警察によって厳重な警備が敷かれた。海部俊樹政権であった日本は8月5日はイラクに対し経済制裁を実施し、これは国連安全保障理事会の経済制裁決議に先んじた対応で、いち早くクウェート併合を認めない立場を示している。外務大臣であった中山太郎は1990年8月に急遽サウジアラビア、オマーン、ヨルダン、エジプト、トルコを歴訪。また、同年10月には総理大臣であった海部俊樹が前記した国を、中山太郎がシリア等を再度訪れて、クウェート侵攻反対の立場の一致を確認した。さらには外務審議官であった小和田恆は独自にジュネーヴでサッダーム・フセインと接触し、1991年に入って武力行使の可能性が高まる中、最後まで独自にイラクに対し無条件の撤退を促して、平和的な外交による解決を目指した。なお、1990年に皇居正殿で即位礼正殿の儀が執り行われた際には、当時クウェートが亡国の憂き目に遭っていたにもかかわらず、王族のナースィル・アル＝ムハンマド・アル＝アフマド・アッ＝サバーハ（ナーセル・アル＝サバーハ）とアッ＝シャリーフ（アル・シャーリフ）駐日大使がクウェートを代表する要人として参列している。
結局、侵攻はのちにアメリカが介入して湾岸戦争に発展するが、日本の大蔵省は130億ドルの資金援助を決定してアメリカや多国籍軍を支援、間接的に亡国となったクウェートを支援している。しかし、経済制裁をいち早く実行した日本はより強力な安全保障的行動が国際社会から期待されていたうえ、アメリカは湾岸諸国から石油を大量購入している日本に多額の資金拠出とクウェート安定のための共同行動を要請していた。そんな中で日本は自衛隊の派遣や人的貢献を見送り、資金の拠出もやや遅れた事で諸外国から批判された。これが契機となり、国際平和協力法となる国連平和協力法案が同年10月に国会に提出され、実際には行われなかったが自衛隊派遣や集団的自衛権についての議論が活発化した。
その後、イラクから解放されたクウェートはニューヨークタイムズ、ワシントンポストなどの米国の主要な新聞に、湾岸戦争の際にクウェート解放に協力した国に感謝を示す広告を掲載。アメリカ合衆国やイギリス、フランス、イタリア、サウジアラビア、エジプトといった主要な軍事介入国の名前が挙げられる中で、130億ドルあまりを拠出した日本はリストの中に含まれていなかった。これは日本で話題になり、人的派遣を行わなかったからではないかとの推測があった。その後、クウェートに自衛隊の掃海部隊を派遣すると貢献国の国旗が描かれた記念切手に日本が新たに追加され、これが海外有事の際の人的貢献の重要性を日本に知らしめたとされる。しかしながら、日本同様に資金援助のみながらも広告掲載されたドイツのような例や、軍事介入しながらも広告掲載されなかったアフガニスタンや韓国、ハンガリー、スウェーデン、トルコ、ホンジュラスらの例もあり、「広告に掲載されていない＝感謝されていない」という当時の報道は誤りであったという分析もあり、クウェート側の単純なミスだったと後にクウェート側は述べている。
1991年2月26日にはクウェートがイラクの占領から解放され、日本との国交が復活。両国の間では引き続き友好的な関係が続いており、また湾岸戦争の際には多額の資金援助を実施した事で親日国としても知られる。

### 東日本大震災に対するクウェートの支援
2011年3月の東日本大震災に際しては、サバーハ首長をはじめとする要人が、当時の天皇であった明仁や総理大臣であった菅直人に対しお見舞いの書簡を送ったほか、駐クウェート日本大使館で弔問記帳を行った。アルオタイビ駐日クウェート大使が自民党総務会長であった小池百合子に日本の為に何ができるか尋ねた際には、小池百合子が「石油の一滴を」と答えたところ、クウェート政府は、500万バレルの原油（約400億円相当）を無償供与する旨を決定して、岩手、福島、宮城の被災三県にて復興支援事業を実施。また、在日クウェート大使館は被災地にサッカーボール及び文具その他支援物資を被災地に寄贈するとともに、チャリティーバザーを実施し、収益金約150万円を寄付。
震災から一年後の2012年3月には、首長サバーハが国賓として訪日し、天皇との会見、総理との会談等を実施。その機会に、アクアマリンふくしまへ300万ドル、日本赤十字社へ200万ドルの追加寄付を表明し、いずれも7月に日本において贈呈式が行われた。アクアマリンふくしまはその謝意を示すために、「クウェート・ふくしま友好記念日本庭園」を整備。クウェートからの支援は被災地の様々な復興プロジェクトに活用されている。

## 要人往来
1995年10月、湾岸戦争終結後クウェート首長として初めてジャービルが訪日。彼は戦争後クウェートの外交方針を親西側寄りにした張本人で、1991年9月にはアメリカと、1992年2月にはイギリスと、1992年8月にはフランスと、1993年11月にはロシアとの間に防衛取極を締結。又、1995年3月には中国との間で軍事協力に関する覚書に調印していた。この訪日も安全保障での協力強化をにらんだ、日本との関係強化の一環であった。
クウェート首相の訪日も多い。2004年にはザバーハ首相が小泉純一郎と首脳会談を実施し、中東に対する自衛隊の平和的貢献について感謝の意が示された。2008年にはナーセル首相が訪日を実施して福田康夫と首脳会談を実施し、石油面そして再生エネルギー面でのさらなる協力が話し合われた。当時は原油価格高騰の情勢下にあったが、クウェート側は日本との友好を重視しており日本への石油安定供給確保を約束している。さらに2016年にはジャービル首相が訪日して安倍晋三と首脳会談を実施、「日・クウェート共同声明」が発出された
日本側からは2007年と2013年に総理大臣として安倍晋三がクウェートを訪問。経済協力の拡大などについて意見が交わされている。特に2013年の訪問では日系企業の進出やシーレーン防衛の強化をにらみクウェートの都市基盤整備に日本が協力する事が発表され、「日本とクウェート国との間の安定と繁栄に向けた包括的パートナーシップの強化に関する共同声明」も発表された。これは政治・安全保障、経済、教育、農業、保健の多くの分野で協力を進展させるものであった。

## 防衛協力
このように安全保障面で協力関係にあるのは日本にとってクウェートが地政学的に重要な国だからである。クウェートは日本にとって重要な石油供給国であり、またクウェートは中東から日本までの石油輸送路すなわちシーレーンの起点であるペルシャ湾の最奥に位置している。そのため日本は周辺諸国の情勢不安もあり、クウェート周辺の海域での積極的な自衛隊によるシーレーン防衛を実施している。2008年まではクウェートの基地に航空自衛隊が駐留、イラクの多国籍軍に対し給油や補給作業、周辺の警備などを実施していた。このような軍事情勢によりクウェートは湾岸戦争をきっかけに接近したアメリカと事実上の同盟状態にあり、日本とはアメリカを介した緩やかな同盟状態にある。

## 経済交流
2020年のクウェートの対日貿易は、輸出額4871億円に対し輸入額1504億円となっており、日本の大幅な赤字である。その理由は上記した通り日本がクウェートから石油を輸入しているからであり、サウジアラビア・アラブ首長国連邦、カタールに次ぐ第四位の輸入先となっている。2019年の輸入量は1469万キロリットルに及んだ。一方、日本側は自動車や鉄鋼をクウェートに輸出。
日本からクウェートへの開発援助は、総額12億円に上っている。その主な内容は研修生の受け入れや専門家の派遣、機材の供与などである。1998年度以降は、クウェートはオイルマネーによる経済成長で先進国並みの所得を達成し、ODAの対象国からは除外された。ただし支援という名目ではないものの、それ以降も水道や送電などに関して日本企業にインフラ開発プロジェクトの受注が相次いでおり、それに伴った日本企業の進出も多い。

## 文化交流
例年、在クウェート日本大使館は、各種日本文化紹介事業を実施。日本語によるスピーチコンテストや折り紙ワークショップの開催、日本映画の鑑賞会などが行われている。一方日本では日本クウェイト協会が設立されており、アラビア語教室や協会報「Dhana（ダーナ）」の発刊、周辺国も含めた情勢についての講演会、クウェート文化の紹介などを実施している。
2009年3月と4月にはクウェートシティにて「日本文化週間」が開催された。2011年は、日・クウェート外交関係樹立50周年にあたり、各種記念事業を実施。2021年には、日本・クウェートの国交樹立60周年を迎え、外務省主体の記念事業開催を決定している。

## 外交使節

### 駐日クウェート大使
| 代 | 氏名                                                         | 在任期間        | 備考                                             |
| -- | ------------------------------------------------------------ | --------------- | ------------------------------------------------ |
| 1  | スレイマン・アル・ムハンマド・アル・サネ                     | 1962年 - 1966年 | 特命全権大使 初代                                |
|    | M. A. Mishari                                                | 1962年          | 臨時代理大使                                     |
|    | Nouri Abdul-Salam Shuaib                                     | 1963年          | 臨時代理大使                                     |
| 2  | ムハンマド・ザイード・アル・ハルビッシュ                     | 1966年 - 1971年 | 特命全権大使 信任状捧呈は4月27日                 |
| 3  | タラアト・ヤコブ・アル・ゴセイン                             | 1971年 - 1977年 | 特命全権大使 信任状捧呈は9月3日                  |
| 4  | アハマド・ゲイス・アブドッラー                               | 1977年 - 1984年 | 特命全権大使 信任状捧呈は10月27日                |
| 5  | アブドルモホセン・サーレム・アル・ハールーン                 | 1984年 - 1988年 | 特命全権大使 信任状捧呈は11月29日                |
| 6  | アブドルアジーズ・アブドルラティーフ・アル・シャーリク       | 1988年 - 1992年 | 特命全権大使 信任状捧呈は9月28日                 |
| 7  | スヘイル・カリル・シュヘイバー                               | 1992年 - 1998年 | 特命全権大使 信任状捧呈は11月17日                |
| 8  | ワリード・アリー・アル・フベイズィ                           | 1998年 - 2001年 | 特命全権大使 信任状捧呈は12月21日                |
| 9  | アッザーム・ムバーラク・エス・アル・ナーセル・アル・サバーハ | 2001年 - 2005年 | 特命全権大使 信任状捧呈は11月6日                 |
| 10 | ガッサン・ユーセフ・アル・ザワーウィ                         | 2005年 - 2007年 | 特命全権大使 信任状捧呈は12月1日                 |
|    | カーレド・アルムタイリー                                     | 2007年          | 臨時代理大使                                     |
| 11 | アブドル・ラフマーン・フムード・アル・オタイビ               | 2007年 - 2018年 | 特命全権大使 信任状捧呈は12月13日 旭日重光章受章 |
| 12 | ハサン・モハメッド・ザマーン                                 | 2018年 - 2022年 | 特命全権大使 信任状捧呈は12月13日                |
|    | アブドルアジズ・アルファディリ                               | 2022年          | 臨時代理大使                                     |
| 13 | サーミ・ガッサーブ・ムハンマド・アルザマーナーン             | 2022年 -        | 特命全権大使 信任状捧呈は11月17日                |